# Yvan Delporte
Yvan Delporte (Bruxelas, 24 de Junho de 1928 — Bruxelas, 5 de Março de 2007) foi um autor de banda desenhada belga e editor-chefe da revista Spirou entre 1955 e 1968, durante o período considerado por muitos como a época dourada da banda desenhada franco-belga. Ele tem créditos firmados em várias contribuições criativas, entre as quais as suas contribuições com Peyo nos Estrunfes e André Franquin com a criação de Gaston Lagaffe e a co-autoria de Idées noires.

## Biografia
Delporte deu os primeiros passos no mundo da "nona arte" em 1945, nas edições Dupuis, como "retocador" das séries norte-americanas, julgadas "muito ousadas" para a época.
Em 1949, assinou o seu primeiro argumento, uma história de "Jean Valhardi", para Eddy Paape. Seguir-se-iam muitas mais colaborações, nomeadamente com Hausman, Forton, Peyo ("Estrunfes"), Jidéhem, Roba ("Boule et Bill"), Will ("Isabelle"), René Follet ("Steve Severin"), Bretécher e, em especial, Franquin.
Começou funções na revista Spirou como "retocador" e responsável por outros biscates, mas com o tempo viria a ser tocado com uma grande porção de diferentes ocupações no interior da indústria da banda desenhada. Em 1955, tornou-se editor-chefe da Spirou no lugar de Charles Dupuis. Começou então uma longa colaboração com Franquin, a qual haveria de gerar muitas criações. Aí permaneceria até 1968, e foi aí que "inventou" as histórias curtas, que serviram de porta de entrada a muitos autores. Em 1977, voltaria a inovar com o irreverente suplemento "Le Trombonne Illustré", onde deu largas ao seu humor pouco convencional até 1982.